# Cinetus angustatus
Cinetus angustatus är en stekelart som beskrevs av Jean-Jacques Kieffer 1910. Cinetus angustatus ingår i släktet Cinetus, och familjen hyllhornsteklar. Arten är reproducerande i Sverige.